# خير أباد (تشناران)
خير أباد (بالفارسية: خیرآباد) هي قرية تقع في قسم غلمكان الريفي (مقاطعة تشناران) في إيران. يقدر عدد سكانها بـ 224 نسمة .